# Урсула фон Золмс-Браунфелс
Урсула фон Золмс-Браунфелс (на немски: Ursula zu Solms-Braunfels; * 24 ноември 1594, Браунфелс; † 28 август 1657, Тьорнхаут, провинция Антверпен) от Дом Золмс, е графиня от Золмс-Браунфелс и чрез женитба графиня и бургграфиня на Дона-Карвинден.

## Произход
Тя е втората дъщеря на граф Йохан Албрехт I фон Золмс-Браунфелс (1563 – 1623) и първата му съпруга графиня Агнес фон Сайн-Витгенщайн (1569 – 1617), дъщеря на граф Лудвиг I фон Сайн-Витгенщайн (1532 – 1605) и втората му съпруга Елизабет фон Золмс-Лаубах (1549 – 1599). Баща ѝ Йохан Албрехт I се жени втори път на 8 февруари 1619 г. в Зимерн за графиня Юлиана фон Насау-Диленбург (1565 – 1630).
Урсула фон Золмс-Браунфелс умира на 28 август 1657 г. на 62 години в Тьорнхаут, Фландрия, Белгия. Тя е погребана на 7 септември 1657 г. в църква в Хага, Нидерландия.

## Фамилия
Урсула фон Золмс-Браунфелс се омъжва на 23 март 1620 г. в Прага за граф и бургграф Кристоф II фон Дона (* 27 юни 1583; † 1 юли 1637), немски политик и учен. Той умира на 54 години в Оранж. Те имат дванадесет децата:
- Фридрих фон Дона IV „Млади“ (* 4 февруари 1621; † 27 март 1688), господар на Копет, щатхалтер на Княжество Оранж (1648 – 1660), женен на 29 октомври 1656 г. за Есперанца ду Пуй де Монтбрун-Ферасиерес (* 1638: † 12 юли 1690)
- Кристиан Албрехт фон Дона (* 10 декември 1621; † 14 декември 1677), генерал на Бранденбург, женен на 6 април 1644 г. за графиня София Теодора ван Холанд-Бредероде (* 16 март 1620; † 23 септември 1678)
- Хайнрих (* ок. 3 януари 1624; † юни 1643, убит в битка при Нотингхам)
- Елизабет Шарлота фон Дона-Карвинден (* 14 януари 1625; † 18 март 1691), омъжена на 5/15 юни 1643 г. в замък Бюрен, Швейцария, за граф Ото фон Лимбург-Щирум (1620; † 27 август 1679)
- Хенриета Амалия фон Дона (* 26 февруари 1626; † 23 февруари 1655), омъжена на 22 февруари 1649 г. в Хага за бургграф и граф Фабиан III цу Дона (* 10 август 1617; † 22 ноември 1668)
- Кристоф Делфикус фон Дона (* 4 юни 1628; † 21 май 1668, Лондон), шведски генерал и дипломат, женен на 8 август 1658 г. за графиня Анна Оксенстиерна от Васа (* 4 май 1620; † 10 август 1690)
- Луиза (* 27 юли 1633; † 23 март 1690), омъжена на 1 юни 1662 г. за граф Флоренц Ото Хайнрих ван Биландт, барон ван Реидт (* 1638; † 3 март 1701)
- Фабиан Христоф (1622 – 1624)
- Вилхелм Белгикус (1630 – 1632)
- София (* 1631)
- Теодор Ауриакус (1632 – 1642)